# Murrinh-Patha
Die Murrinh-Patha sind ein Stamm der Aborigines, der im Northern Territory von Australien lebt. Ihr Lebensraum erstreckte sich vor der Besiedlung durch die Europäer von Wadeye bis zum Fitzmaurice River.  
Die Kultur der Murrinh-Patha basiert auf einer typischen Sozialstruktur der Aborigines, die durch unterschiedliche Verwandtschaftsgrade und -beziehungen zwischen den Stämmen gebildet wird. Ihre Sprache wird noch von etwa 2500 Personen gesprochen (teilweise als Zweitsprache) und dient anderen Stämmen als Schlüssel zur Verständigung. Da diese Sprache eine besondere Bedeutung hat, gibt es hierzu zahlreiche Untersuchungen.